# Estíbaliz Martínez
Estíbaliz Martínez Yerro (Vitoria, 9 de mayo de 1980) es una exgimnasta rítmica española, bicampeona del mundo y medalla de oro en los Juegos Olímpicos de Atlanta 1996.
A finales de 1994 pasó a formar parte de la selección nacional de España en la modalidad de conjuntos. Desde entonces, todas las medallas que obtuvo en competiciones oficiales serían conseguidas como miembro del conjunto español. Su primera competición importante fue el Campeonato Europeo de Praga, en el que se proclamó subcampeona de Europa en 3 pelotas y 2 cintas, además de llevarse otras dos medallas de bronce en el concurso general y en la final de 5 aros. Ese mismo año logró ser campeona del mundo en la modalidad de 3 pelotas y 2 cintas en el Campeonato Mundial de Viena. Además de este oro, se llevó dos platas en el concurso general y en la final de 5 aros.
En 1996 conquistó su segundo título mundial en la final de 3 pelotas y 2 cintas del Campeonato Mundial de Budapest, competición en la que obtuvo también la plata en el concurso general. Ese año logró el mayor éxito de su carrera deportiva al convertirse en campeona olímpica en la modalidad de conjuntos en los Juegos Olímpicos de Atlanta, junto a sus compañeras Marta Baldó, Nuria Cabanillas, Estela Giménez, Lorena Guréndez y Tania Lamarca. Tras esta consecución, el conjunto fue bautizado por los medios como las Niñas de Oro.
En 2013 se estrenó en YouTube el documental Las Niñas de Oro, dirigido por Carlos Beltrán, que narra la historia del conjunto campeón olímpico en Atlanta a través de entrevistas a las propias gimnastas, y en 2016 asistió junto al resto del equipo a la Gala 20.º Aniversario de la Medalla de Oro en Atlanta '96 en Badajoz. Tiene diversas distinciones, entre ellas la Orden Olímpica del Comité Olímpico Español (1996), la Placa de Oro de la Real Orden del Mérito Deportivo (1996), la Copa Barón de Güell en los Premios Nacionales del Deporte (1997), y la Medalla de Oro de la Real Orden del Mérito Deportivo (2015).

## Biografía deportiva

### Inicios y primeras competiciones

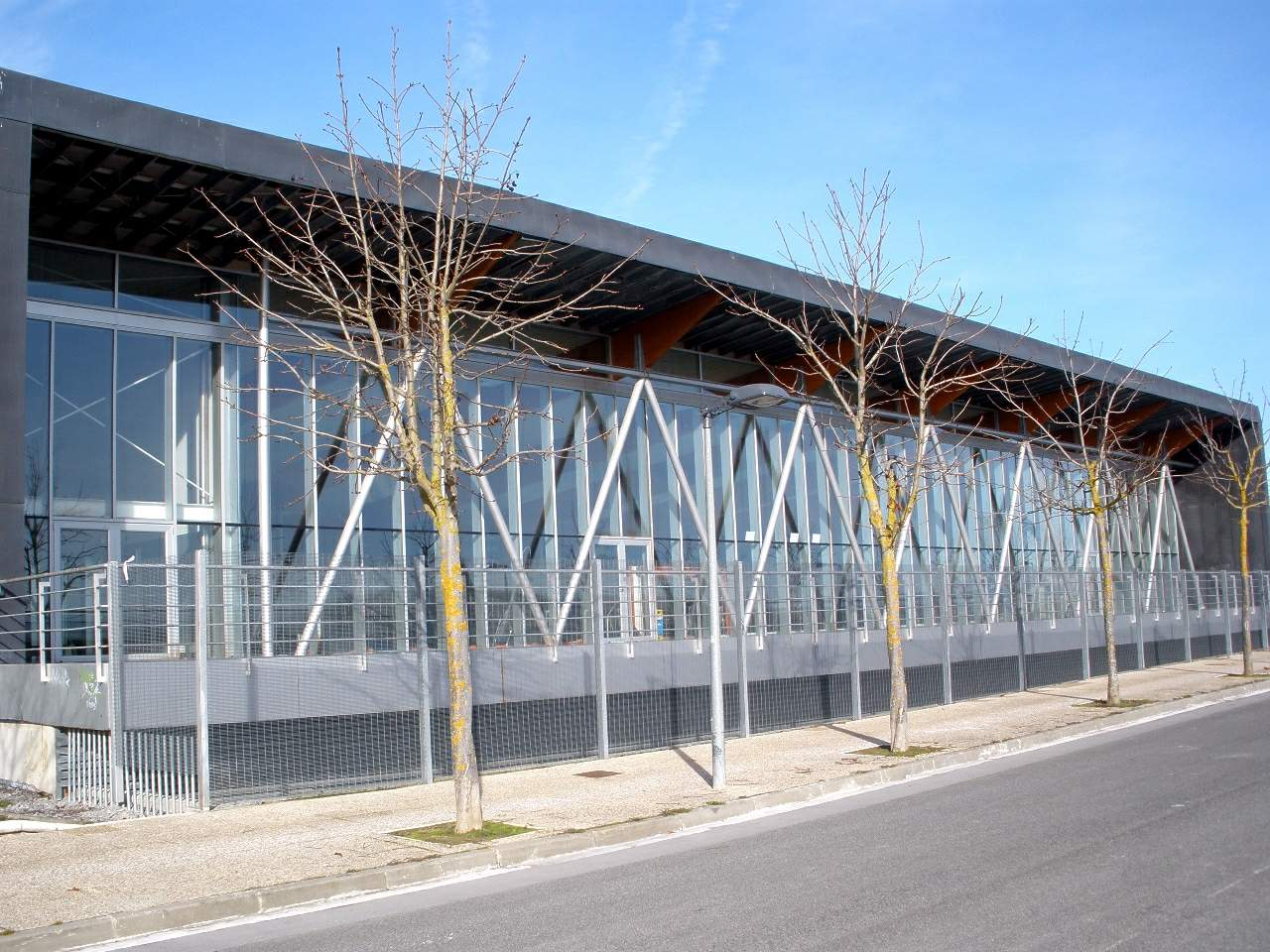
Estíbaliz entrenó con Iratxe Aurrekoetxea en el Polideportivo de Abetxuko (Vitoria) durante su etapa en el Club Aurrera.

Estíbaliz Martínez nació el 9 de mayo de 1980 en Vitoria como la menor de dos hermanas. Se inició en la gimnasia rítmica cuando contaba con siete años de edad, en 1987, como parte de las actividades extraescolares del colegio. Con nueve años de edad, en 1989, entró al Club IVEF a las órdenes de Iratxe Aurrekoetxea. Allí entrenó alternativamente unos dos años tanto en el Centro Cívico Europa como en el polideportivo del IVEF (Instituto Vasco de Educación Física), actual Facultad de Ciencias de la Actividad Física y del Deporte de la Universidad del País Vasco. El club se convirtió posteriormente en una sección del Club Deportivo Aurrera de Vitoria, denominándose entonces Club Aurrera, aunque en 1996 se independizó y pasó a llamarse Club Beti Aurrera, que es su nombre actual. En su etapa en el Aurrera entrenó siempre a las órdenes de Aurrekoetxea en el Polideportivo de Abetxuko (Vitoria). Del Aurrera surgirían otras famosas gimnastas nacionales como Tania Lamarca o Almudena Cid. En 1994, quedó quinta en el concurso general de la categoría júnior en el Campeonato de España Individual «B», que se celebró ese año en Guadalajara.

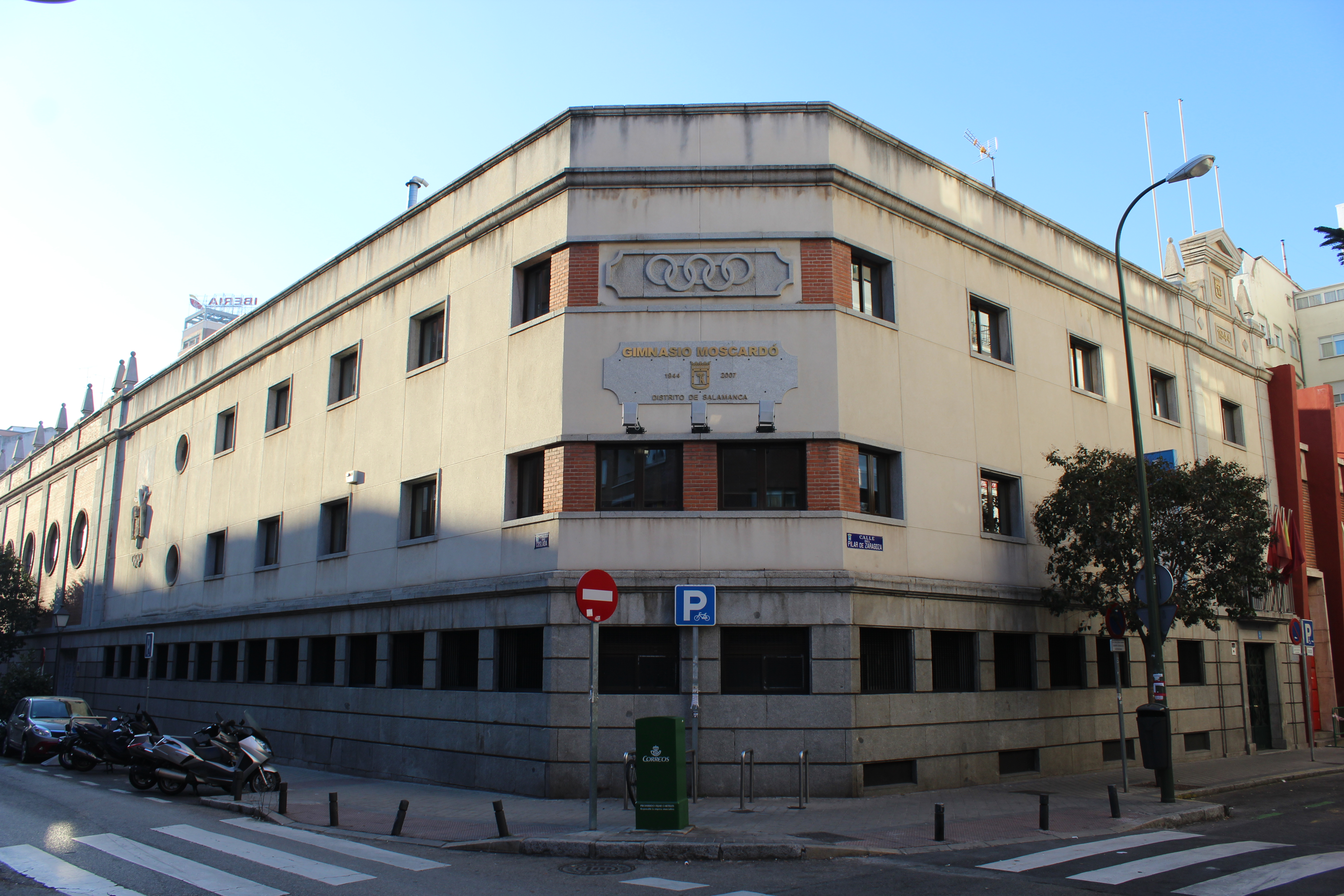
El Gimnasio Moscardó, en el distrito de Salamanca (Madrid), fue el lugar de entrenamiento de la selección nacional de gimnasia rítmica hasta 1997.

En una entrevista a ETB en 1995, Aurrekoetxea, preguntada por las características de Martínez, además de destacar su preparación técnica y sus cualidades físicas, se refirió a ella como una gimnasta que ejecutaba «unos movimientos muy especiales [...] muy elegantes».

### Etapa en la selección nacional

#### 1995: llegada al equipo y primer título mundial en Viena
Tras una concentración en Barcelona en 1994 para un control, fue convocada meses después por la seleccionadora Emilia Boneva para formar parte de la selección nacional de gimnasia rítmica de España en la modalidad de conjuntos, en la que permaneció desde finales de 1994 hasta comienzos de 1997. Durante este tiempo convivió con el resto de las componentes del equipo en un chalet en Canillejas y entrenó en el Gimnasio Moscardó de lunes a sábado primero unas 6 horas y después hasta 8 horas diarias en el año previo a los Juegos Olímpicos, en el que dejaron de ir al colegio. El conjunto fue entrenado por la propia Emilia Boneva y por María Fernández Ostolaza. La coreógrafa desde 1994 hasta 1998 fue Marisa Mateo. Para 1995 hubo rotación de los aparatos en los conjuntos, por lo que se habían compuesto nuevos montajes para los dos ejercicios del equipo. En el ejercicio de 5 aros se usó una adaptación de la pieza Asturias (Leyenda), perteneciente a la Suite española, Op. 47 de Isaac Albéniz, mientras que en el ejercicio de 3 pelotas y 2 cintas se empleó el tango «Verano porteño», de Astor Piazzolla.
| Componentes del conjunto en 1995 | Puesto                                           |
| -------------------------------- | ------------------------------------------------ |
| Marta Baldó                      | Titular en los dos ejercicios                    |
| Nuria Cabanillas                 | Suplente en 3 pelotas/2 cintas Titular en 5 aros |
| Estela Giménez                   | Titular en los dos ejercicios                    |
| Tania Lamarca                    | Titular en los dos ejercicios                    |
| Estíbaliz Martínez               | Titular en 3 pelotas/2 cintas Suplente en 5 aros |
| María Pardo                      | Titular en los dos ejercicios                    |
| Maider Esparza                   | Suplente en los dos ejercicios                   |

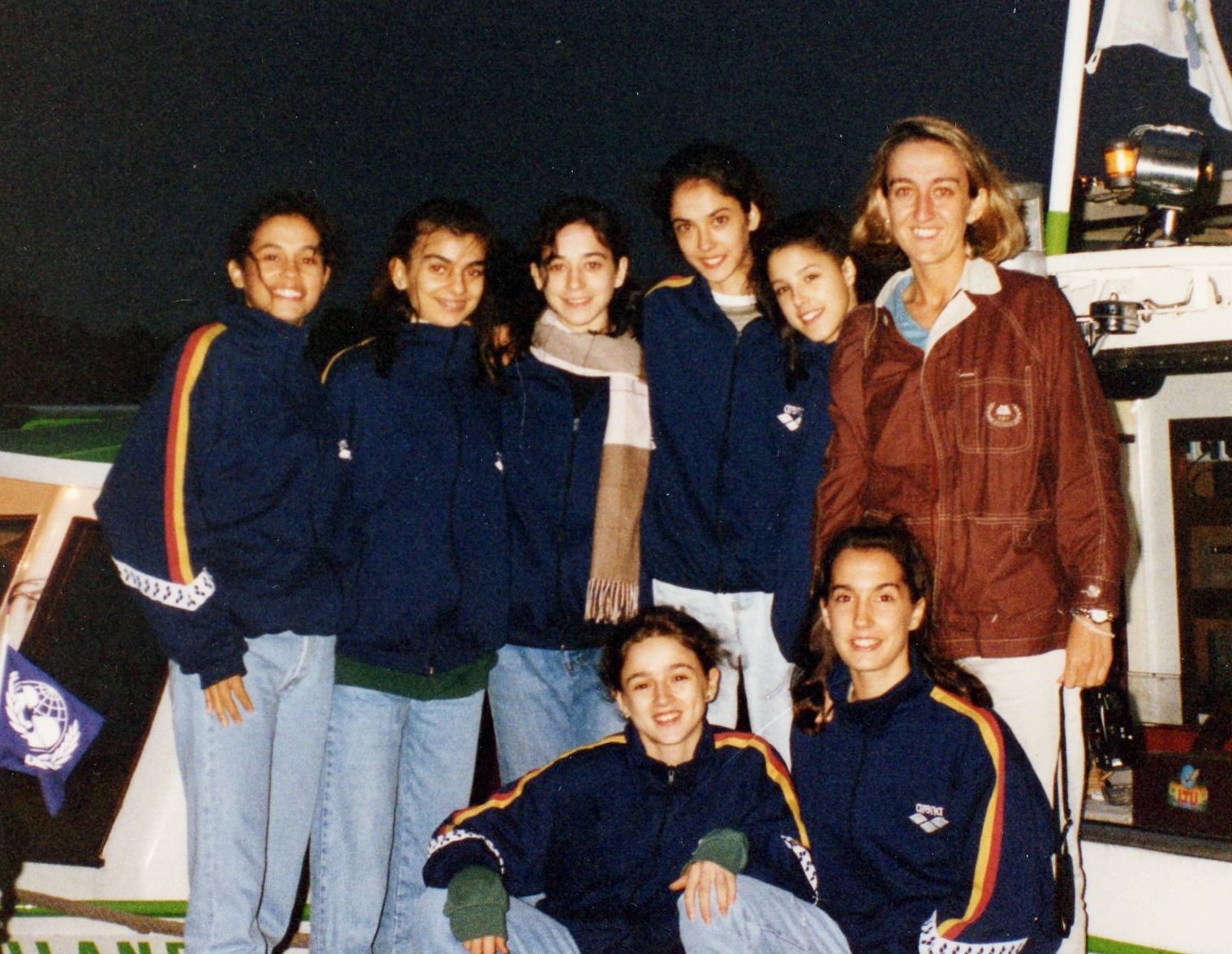
Estíbaliz (tercera a la izquierda, de pie) con el resto del conjunto español en París (1995).

En abril de 1995 tuvo lugar la primera competición de la temporada, el Torneo Internacional de Portimão, donde se estrenaron los nuevos ejercicios y el conjunto logró el bronce tanto en el concurso general como en la final de 5 aros. La semana siguiente se disputó el torneo de Karlsruhe. En él, el conjunto español, debido a una mala calificación en el ejercicio de 5 aros, obtuvo un sexto puesto en el concurso general. Además, en la final del mixto de 3 pelotas y 2 cintas también obtuvieron la sexta plaza. Debido a esta mala actuación, María Fernández y Emilia Boneva hicieron algunas modificaciones en el equipo y colocaron a Tania como titular en los dos ejercicios en lugar de Maider Esparza. Posteriormente participaron en diversos torneos y exhibiciones en Corbeil-Essonnes, Manresa, Alicante o Liévin.
Con la llegada al equipo de Nuria Cabanillas, Estíbaliz pasó a ser titular únicamente en el ejercicio de 3 pelotas y 2 cintas, y no volvería a ser titular en el ejercicio de 5 aros hasta mayo de 1996, tras la retirada de María Pardo. En julio tuvo lugar su primera competición importante, el Campeonato Europeo de Gimnasia Rítmica de Praga. Allí obtuvo el tercer puesto en el concurso general y en el concurso de 5 aros, y el segundo puesto en el mixto de 3 pelotas y 2 cintas. En el concurso general, disputado en primer lugar, el combinado español logró una nota de 18,900 en el ejercicio de 3 pelotas y 2 cintas y de 19,725 en el de 5 aros, lo que sumó una puntuación acumulada de 38,625, obteniendo así el tercer puesto por detrás de Bulgaria y Rusia, que se llevaron la medalla de plata y oro respectivamente. Ese tercer lugar también les dio la clasificación para las finales por aparatos que se disputarían en la jornada posterior. En la competición de 3 pelotas y 2 cintas las españolas quedaron segundas a solo 7 milésimas de la primera posición, que se la llevó en esta ocasión Bulgaria. En la final de 5 aros volvieron a quedar terceras, superadas por rusas y búlgaras.
A finales de agosto comenzaron las competiciones de preparación para el Campeonato Mundial. Primero se disputó en la ciudad holandesa de Deventer el torneo Alfred Vogel Cup, una de las competiciones internacionales más importantes. En esta cita, el conjunto español conquistó las tres medallas de oro disputadas: la del concurso general, la de 5 aros y la de 3 pelotas y 2 cintas. Días después, el equipo español logró la medalla de plata en el torneo International Group Masters de Hanóver, al ser superado únicamente por el conjunto ruso.

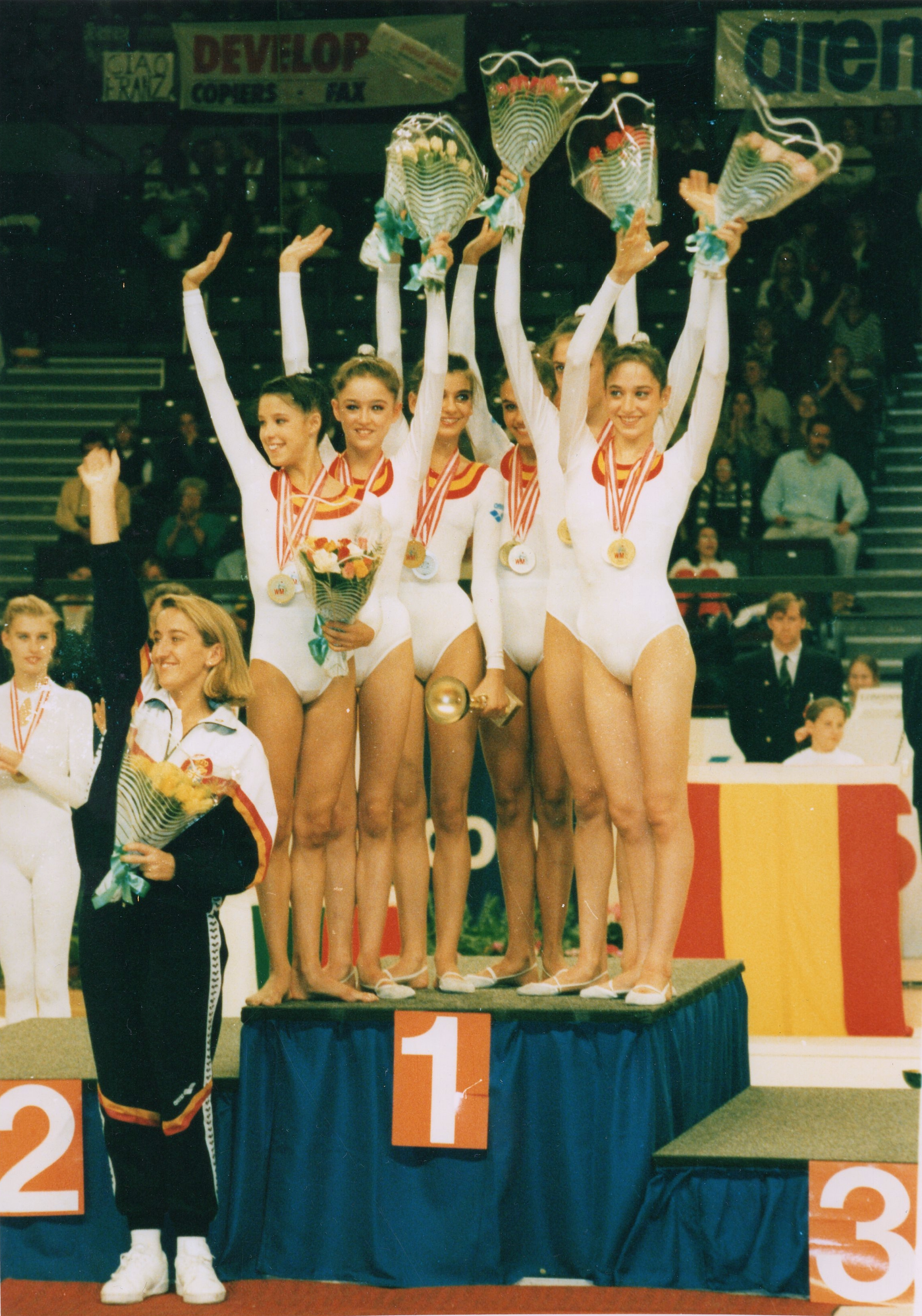
El conjunto proclamándose por primera vez campeón del mundo de 3 pelotas y 2 cintas en el Mundial de Viena (1995).

Un mes después del torneo alemán, tuvo lugar su primer Mundial, el Campeonato del Mundo de Viena, donde, con el ejercicio de 3 pelotas y 2 cintas, logró su primera medalla de oro en esta competición, además de obtener también dos medallas de plata en el concurso general y en el de 5 aros. En primer lugar se disputó el concurso general, en el que las españolas consiguieron una calificación de 19,650 en el ejercicio de 3 pelotas y 2 cintas y de 19,750 en el de 5 aros, que harían una nota acumulada de 39,400, siendo superada esta puntuación solo por Bulgaria. Ese segundo puesto hizo que el equipo obtuviera la clasificación automática para la competición de conjuntos en los Juegos Olímpicos de Atlanta, que se disputarían un año después. La jornada siguiente, en la final del mixto, el conjunto español logró con una nota de 19,800, superar en 25 milésimas a las búlgaras, obteniendo así la medalla de oro en la competición de 3 pelotas y 2 cintas. En la final de 5 aros, fue el conjunto búlgaro el que por 25 milésimas, ganó la competición por delante de las españolas, que obtendrían de nuevo una nota de 19,800.
Para 1996 la modalidad de conjuntos se iba a aceptar por primera vez en los Juegos Olímpicos, que se disputarían ese año en Atlanta. Las integrantes del equipo dejaron de ir a su colegio, el centro privado Nuestra Señora de Altagracia, para concentrarse en la preparación de la cita olímpica. Para la nueva temporada se realizaron unos nuevos montajes tanto para el ejercicio de 3 pelotas y 2 cintas, como para el de 5 aros. La música del nuevo ejercicio de aros era un medley de varias canciones pertenecientes a musicales norteamericanos, principalmente «America», compuesta por Leonard Bernstein e incluida en West Side Story, o «I Got Rhythm» y «Embraceable You», temas creados por George Gershwin y que aparecieron en la banda sonora de Un americano en París. Por su parte, en el ejercicio de 3 pelotas y 2 cintas para el año 1996, se empleó la melodía de «Amanecer andaluz», tema que ya había usado Carmen Acedo en su ejercicio de cuerda de 1991, aunque con otros arreglos.
En noviembre de 1995, el equipo español viajó a Tokio para participar en el torneo anual denominado Epson Cup, en el que los dos mejores conjuntos del año competían con el equipo japonés. En diciembre tuvo lugar una concentración de todo el equipo español en el Centro de Alto Rendimiento de Sierra Nevada (Granada).

#### 1996: segundo título mundial en Budapest y oro en los Juegos Olímpicos
Durante el primer semestre de 1996, el conjunto español participó en diversas competiciones preparatorias, como Kalamata Cup, Karlsruhe, Corbeil o Ciudad de Zaragoza, en las que siempre ocuparía un puesto de medallista. A principios de mayo recibieron en el Gimnasio Moscardó la visita de la prestigiosa bailarina y coreógrafa cubana Alicia Alonso, que les impartió una clase magistral. También grabaron en esos meses dos anuncios de televisión para Cola Cao, patrocinador del Programa ADO, y otro para Campofrío, entonces patrocinador de la Real Federación Española de Gimnasia. Ese año se incorporó Lorena Guréndez, que en mayo, poco antes del torneo preolímpico de Zaragoza, pasó a ser titular del conjunto en el ejercicio de 3 pelotas y 2 cintas debido a la retirada de María Pardo. Por su parte, Estíbaliz pasó a ocupar también el puesto de titular que María había dejado vacante en el ejercicio de 5 aros. A principios de junio, Estíbaliz se rompió el menisco izquierdo en el torneo Ciudad de Zaragoza. El médico de la Federación, Luis González Lago, le informó de que en caso de que se operara no le daría tiempo a recuperarse para poder participar en Atlanta, por lo que Martínez decidió esperar a después de la cita olímpica para pasar por el quirófano y competir con la lesión hasta entonces.
A finales de junio, a poco más de un mes de los Juegos Olímpicos, se disputó el Campeonato del Mundo de Budapest, donde Martínez logró su segunda medalla de oro en un Mundial, repitiendo en la competición de 3 pelotas y 2 cintas, además de obtener una medalla de plata en el concurso general. El primer día de la competición de conjuntos tuvo lugar el concurso general, en el que el equipo español obtuvo una nota de 19,700 en ambos ejercicios, que lo llevó a la segunda posición con 39,400 puntos, a dos décimas del conjunto búlgaro, que repitió la medalla de oro obtenida el año anterior. Al día siguiente se disputaron las dos finales por aparatos. En la final de 3 pelotas y 2 cintas, las españolas, con una puntuación de 19,816, revalidarían el título obtenido en el Mundial anterior en esa misma competición, esta vez superando en 16 milésimas la nota del equipo ruso. En la final de 5 aros, el conjunto español tuvo que conformarse con el cuarto puesto con una puntuación de 19,699.

##### Competición de conjuntos en Atlanta

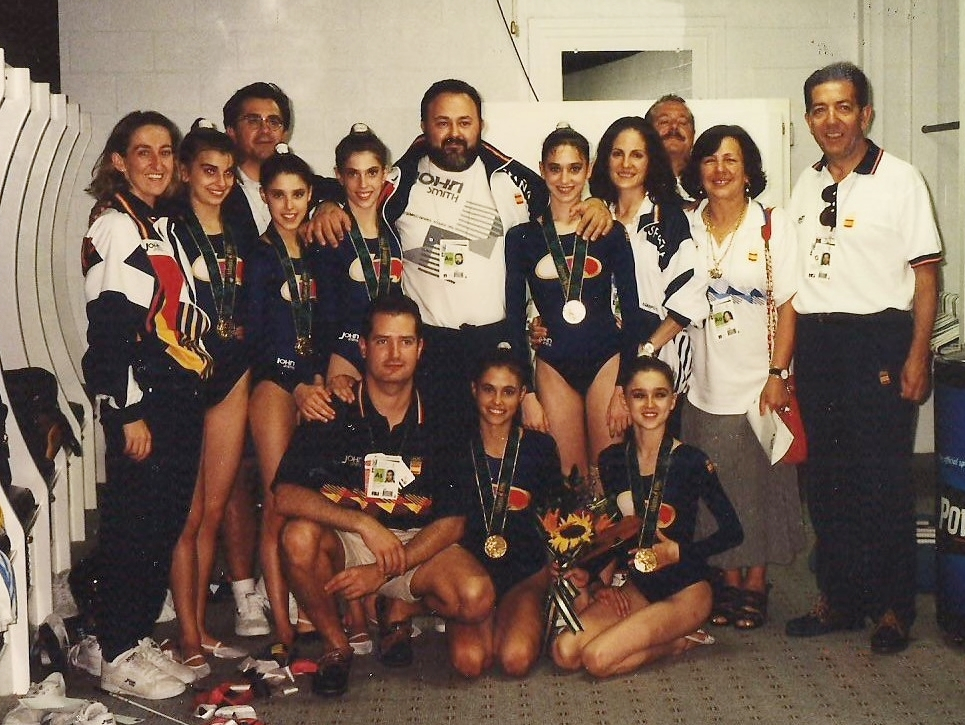
El conjunto español tras lograr la medalla de oro en los Juegos Olímpicos de Atlanta.

A principios de agosto se disputó la competición de conjuntos en los Juegos Olímpicos de Atlanta. El equipo español llegó a la Villa Olímpica el 13 de julio, llegando a participar en el desfile de los deportistas durante la ceremonia de apertura de los Juegos, que tuvo lugar el 19 de julio. La competición de gimnasia rítmica tuvo lugar en el Stegeman Coliseum, un pabellón situado en la ciudad de Athens, a unos 100 kilómetros de Atlanta. La selección nacional acudió a la cita olímpica con un conjunto integrado por Estíbaliz, Marta Baldó, Nuria Cabanillas, Estela Giménez, Lorena Guréndez y Tania Lamarca. Solo se pudieron convocar a las seis gimnastas titulares por parte del conjunto, por lo que la gimnasta suplente, Maider Esparza, se quedó fuera de la convocatoria. Al igual que había ocurrido anteriormente en el Campeonato Mundial de Budapest, Lorena Guréndez participó como gimnasta suplente en el ejercicio de 5 aros, mientras que Nuria Cabanillas hizo lo mismo en el de 3 pelotas y 2 cintas.
El 1 de agosto tuvieron lugar los preliminares, en los que los nueve conjuntos que se habían clasificado para competir en los Juegos Olímpicos, se disputaron las seis plazas finalistas. En el ejercicio de 5 aros, el equipo español obtuvo una puntuación de 19,500, y en el de 3 pelotas y 2 cintas, consiguió una nota de 19,466. Finalmente el conjunto español se clasificó para la final en segunda posición con una nota acumulada de 38,966, a solo 50 milésimas del primer puesto, que sería en esa ocasión para el conjunto búlgaro.
El 2 de agosto tuvo lugar la gran final. En la primera rotación, la de 5 aros, el conjunto español se logró poner primero con una nota de 19,483, a solo 17 milésimas del seleccionado ruso, que quedó a su vez por delante del búlgaro. Quedaba aún la rotación final, la de 3 pelotas y 2 cintas, ejercicio con el que las españolas habían logrado ser bicampeonas del mundo. En esta segunda y última rotación, el equipo español igualó la nota de 19,450 de las búlgaras, asegurándose así la medalla de plata. La puntuación final del conjunto sería de 38,933. Solo las rusas podían arrebatarles la primera posición, pero una mala nota de ejecución a causa de varios errores durante el ejercicio, hizo que no pudieran superar en la puntuación definitiva a las españolas, que se adjudicaron finalmente la medalla de oro. Fue la gimnasta individual Almudena Cid, que se encontraba siguiendo la competición, quien corrió hasta el vestuario en el que se encontraban las gimnastas españolas para informarles de los fallos de las rusas y de que por tanto iban a ser casi con toda seguridad medalla de oro. El equipo español se convirtió con este triunfo en el primer campeón olímpico de la historia en la modalidad de conjuntos, además de tratarse también de la primera medalla de oro olímpica en la gimnasia española. Martínez logró además ser el 4º deportista español más joven en conseguir una medalla olímpica, al hacerlo con 16 años y 85 días.
El conjunto español, visiblemente emocionado, subió al primer cajón del podio tras Bulgaria y Rusia, que acabaron segunda y tercera respectivamente. A pesar de que la Carta Olímpica prohíbe la publicidad en la equipación deportiva, las gimnastas llevaron en el podio un maillot con un logotipo similar al de Campofrío, patrocinador del equipo, después de que el presidente de la Federación Española de Gimnasia las instara a que lo hicieran, motivo por el que hubo una reclamación que finalmente no fue atendida. La ceremonia de entrega de medallas de esta competición, fue el minuto más visto de Atlanta 1996 en Televisión Española. Al igual que el resto de la final olímpica, fue narrada para dicho canal por la periodista Paloma del Río. Tras su llegada a España, el conjunto fue bautizado por algunos medios con el sobrenombre de las Niñas de Oro. El 8 de agosto recibió un homenaje en Vitoria junto a Tania Lamarca, Lorena Guréndez, y el resto de deportistas alaveses olímpicos de Atlanta.
En octubre, la exgimnasta María Pardo hizo unas declaraciones en el diario El País en las que dijo que la entonces seleccionadora Emilia Boneva era extremadamente dura con la comida y con los entrenamientos. María había abandonado la concentración del equipo en mayo, dos meses antes de la cita olímpica, debido a que no pudo soportar la presión a la que se vio sometido el conjunto en esa época. Algunas antiguas integrantes de la selección apoyaron estas declaraciones, mientras que las entonces gimnastas del equipo español, entre las que se encontraba Estíbaliz, dijeron que María no contaba toda la verdad en algunos aspectos. Las integrantes del conjunto acudieron poco después al programa Día a día de Telecinco, presentado por María Teresa Campos, donde contaron su experiencia y defendieron a Emilia.
Entre el 31 de octubre y el 2 de noviembre, el conjunto participó en una gira de exhibiciones denominada Gala de las Estrellas, organizada por el patrocinador del equipo, y que pasó por Madrid, Zaragoza y Barcelona. En dichas galas, además del conjunto, que realizaba los dos ejercicios de aquel año, actuaron también otros gimnastas nacionales e internacionales destacados, tanto de gimnasia rítmica como de artística. Posteriormente, las integrantes del conjunto español se desplazaron a Tokio para participar en la Epson Cup, donde obtuvieron la medalla de plata. A finales de noviembre, viajaron a Colombia para realizar una gira de actuaciones en Medellín, Cali y Bogotá. El dinero recaudado fue destinado a crear centros de atención médica y hospitalaria en los sectores con menos recursos de Colombia. Hasta final de año, el conjunto siguió participando en numerosas exhibiciones por toda España en ciudades como Alicante, Palencia, Vitoria, Sevilla o Burgos. La última tuvo lugar el 22 de diciembre en Pamplona, donde fue homenajeada Maider Esparza en su despedida del equipo.
Martínez, junto al resto de componentes del conjunto ganador de la medalla de oro en los Juegos Olímpicos, recibió los meses posteriores numerosos reconocimientos y distinciones, entre ellos, la Orden Olímpica, otorgada por el COE, la Placa de Oro de la Real Orden del Mérito Deportivo y la Copa Barón de Güell, otorgadas por el Consejo Superior de Deportes.

### Retirada de la gimnasia
Tras las Olimpiadas, en septiembre, Martínez se operó de la rotura del menisco de la rodilla izquierda, la lesión que había sufrido semanas antes de los Juegos. Un mes después ya se encontraba entrenando de nuevo. Después de participar en la gira de exhibiciones, tuvo que volver al quirófano en enero de 1997 al considerarse que la primera operación no salió bien y que la recuperación no fue adecuada. Esta segunda vez fue operada por el doctor Pedro Guillén. En esta ocasión siguió una rehabilitación más lenta, aunque acudía a los entrenamientos para aprenderse los nuevos ejercicios de cara al Campeonato Europeo de Praga, que se iba a disputar en mayo. Según sus palabras, fue presionada por la Federación Española, por lo que decidió retirarse para seguir con la recuperación. El 18 de abril se hizo pública su retirada definitiva de la gimnasia junto con Estela Giménez y Marta Baldó. El 21 de diciembre de 1997 la Federación Vasca de Gimnasia realizó un homenaje en su honor en Vitoria. Para no abandonar el curso académico, siguió viviendo en Madrid alojándose en la casa del presidente de la Real Federación Española de Gimnasia como había hecho Estela, ya que aún no había cumplido la mayoría de edad. En mayo de 1998, Estíbaliz, Marta, Estela y Tania, fueron invitadas por la Federación a asistir al Campeonato del Mundo de Sevilla, donde se reencontraron además con Nuria y Lorena, que aún pertenecían al conjunto nacional.
El 5 de agosto de 2000 participó junto a algunas de sus excompañeras de la selección en un homenaje a Emilia Boneva durante el Campeonato de España de Conjuntos de Gimnasia Rítmica celebrado en Málaga, en el que realizaron un ejercicio montado especialmente para la ocasión que estaba inspirado en el de 5 aros de 1996 y que habían entrenado las semanas previas con la ayuda de Ana Bautista. La propia Emilia viajó desde Bulgaria para asistir al evento, aunque sin tener conocimiento de que varias de sus antiguas pupilas le iban a realizar un homenaje. Marta Baldó no pudo participar en el acto y Lorena Guréndez asistió, pero no realizó el ejercicio al ser componente aún de la selección nacional. El encargado de organizar el reencuentro fue Carlos Pérez, entonces Relaciones Externas del Programa ADO, después de que las propias Niñas de Oro le comentaran la idea. Días después volverían a realizar el ejercicio en Manzanares el Real (Madrid), siendo esta la última vez que se reencontraron con Emilia.

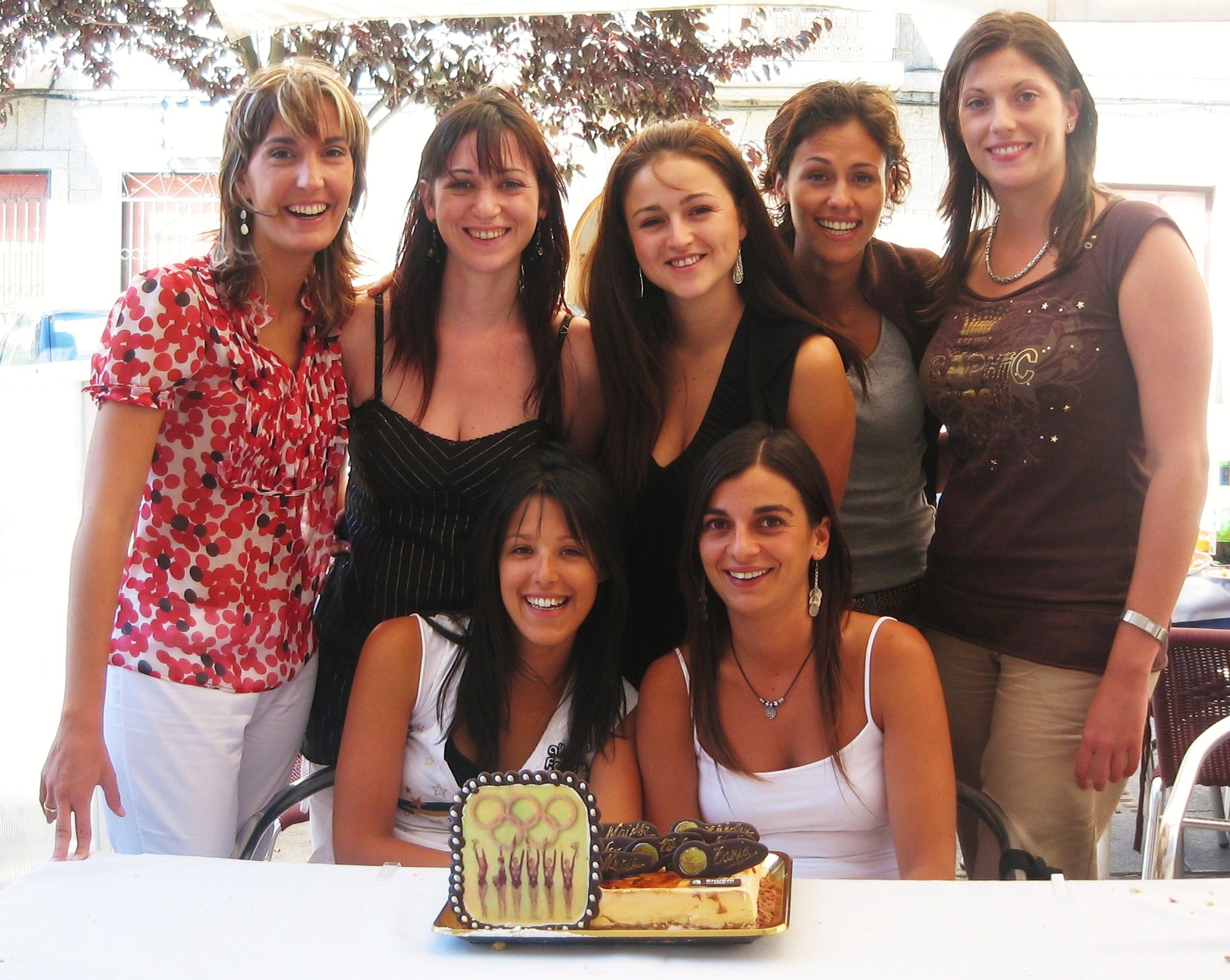
Estíbaliz (segunda por la izquierda) junto al resto del conjunto de Atlanta 1996 en un reencuentro en 2006 registrado en el documental Las Niñas de Oro.

El 23 de noviembre de 2000, la Federación Española de Gimnasia pagó la deuda que tenía con las seis gimnastas del conjunto que había obtenido la medalla de oro en Atlanta. En 1996, la Asamblea General de la Federación Española de Gimnasia había acordado un premio de 5 millones de pesetas por gimnasta en caso de que lograran la medalla de oro en los Juegos Olímpicos. Este premio era diferente al que pagó el COE a las gimnastas por conseguir la medalla de oro, aunque tenía el mismo importe. Tras la celebración de las Olimpiadas, la Federación no reconocía ese premio, por lo que las gimnastas, instadas por la periodista Cristina Gallo, decidieron denunciar el caso en el Consejo Superior de Deportes y acudir a un abogado. Además, la Federación debía a varias gimnastas dinero de la gira de exhibiciones de 1996, de becas, de contratos de imagen y de algunos premios de torneos y campeonatos. Las presiones de algunos medios de comunicación (principalmente el programa de radio en el que trabajaba Cristina, Supergarcía, presentado por José María García), hicieron que a finales de 2000 el Estado habilitara una cuenta para que la Federación pagara finalmente la totalidad de la deuda contraída, que estaba en torno a los 41 millones de pesetas (unos 246 000 euros).
En abril de 2002, las componentes del conjunto de 1996 volvieron a reunirse en el V Certamen de Gimnasia Rítmica Interescolar, un evento organizado por MT en Zaragoza donde cinco de ellas realizaron uno de los ejercicios de Atlanta, además de recibir un homenaje. Nuria Cabanillas y Lorena Guréndez no pudieron asistir a la semana en la que se entrenó el ejercicio, pero sí acudieron al acto.

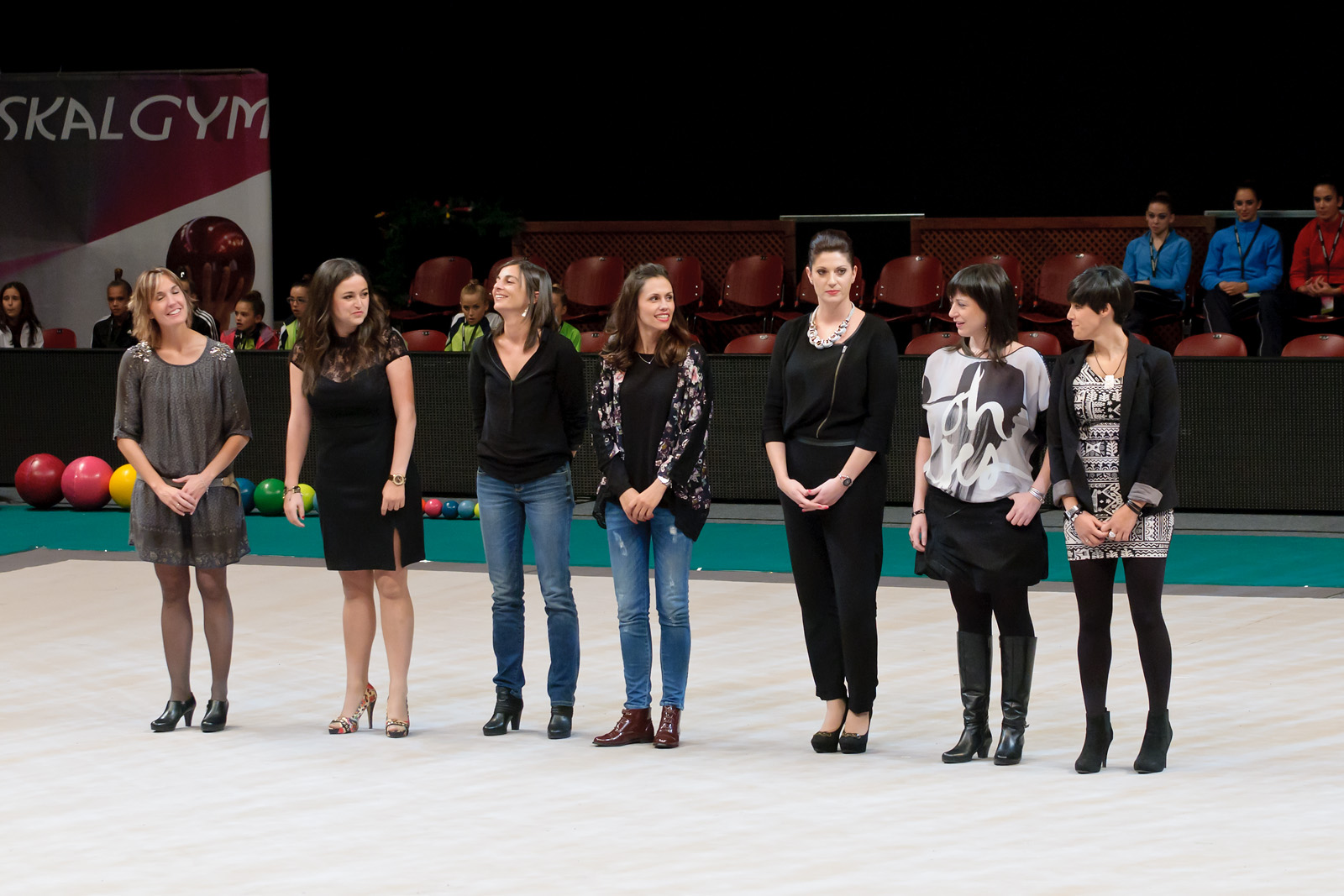
Estíbaliz (segunda por la derecha) y las demás Niñas de Oro en el homenaje en el Euskalgym 2014.

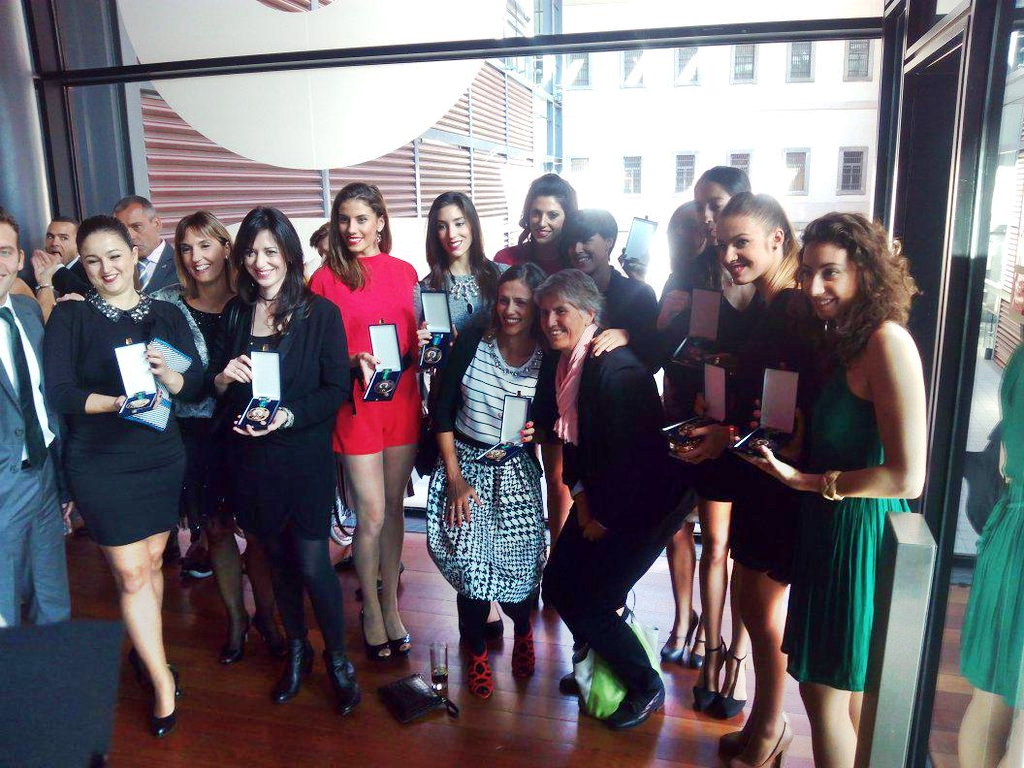
Las Niñas de Oro junto al Equipaso y Paloma del Río en la entrega de la Real Orden del Mérito Deportivo (2015).

En agosto de 2006, junto al resto de sus excompañeras de la selección nacional de 1996, acudió a un reencuentro que tuvo lugar en Ávila durante tres días con motivo del décimo aniversario de la consecución de la medalla de oro en Atlanta 1996. Dicho encuentro lo organizó Carlos Beltrán junto a su productora, Klifas dreams, con el objetivo de grabar un documental en el que ellas mismas narrasen su historia, aunque no se estrenó hasta años más tarde bajo el título Las Niñas de Oro. El 30 de noviembre de 2006, las seis campeonas olímpicas en Atlanta asistieron a la Gala Anual de la Real Federación Española de Gimnasia, celebrada en Madrid, en la que fueron además homenajeadas.
En diciembre de 2013 se estrenó en YouTube el documental Las Niñas de Oro, grabado durante el reencuentro de las siete excomponentes del conjunto en 2006. Dirigido por Carlos Beltrán y de 54 minutos de duración, se presentó dividido en cinco partes, siendo la primera subida el día 9 y la última el día 26. El documental narra, a través de entrevistas a las propias gimnastas, el antes, el durante y el después de la medalla de oro de Atlanta.
El 8 de noviembre de 2014, las siete integrantes del conjunto de 1996 fueron homenajeadas en la IX Gala Internacional de Gimnasia Rítmica Euskalgym, que se celebró por primera vez en Vitoria. En la misma, se llevó a cabo una proyección de imágenes sobre el tapiz consistente en los nombres de las gimnastas con el logotipo de los Juegos Olímpicos de Atlanta 1996 y la medalla de oro de fondo, mientras sonaba la música de su ejercicio de aros en aquellas Olimpiadas. A continuación, las siete gimnastas salieron a la pista para hacerles entrega de la Medalla Euskalgym y recibir una placa conmemorativa de manos de José Luis Tejedor y Javier Maroto, presidente de la Federación Vasca de Gimnasia y alcalde de Vitoria respectivamente, ante la presencia de las casi 9000 personas que asistieron a la gala en el Fernando Buesa Arena. Fue el primer reencuentro de las Niñas de Oro al completo tras la reunión de 2006.
El 14 de octubre de 2015, las seis campeonas olímpicas en Atlanta, entre ellas Estíbaliz, recibieron la Medalla de Oro de la Real Orden del Mérito Deportivo, otorgada por el Consejo Superior de Deportes, la máxima distinción que puede obtener un deportista español. El galardón les había sido concedido el 28 de julio del mismo año. El acto de entrega fue presidido por Íñigo Méndez de Vigo, Ministro de Educación, Cultura y Deporte, y por Miguel Cardenal, presidente del CSD, y tuvo lugar en el auditorio del Museo Nacional Centro de Arte Reina Sofía (Madrid). Al mismo asistió también Maider Esparza. Además, en el mismo evento fueron galardonadas con la Medalla de Bronce el conjunto español de gimnasia rítmica de 2014, conocido como el Equipaso, siendo la primera vez que ambas generaciones de gimnastas se reunían.

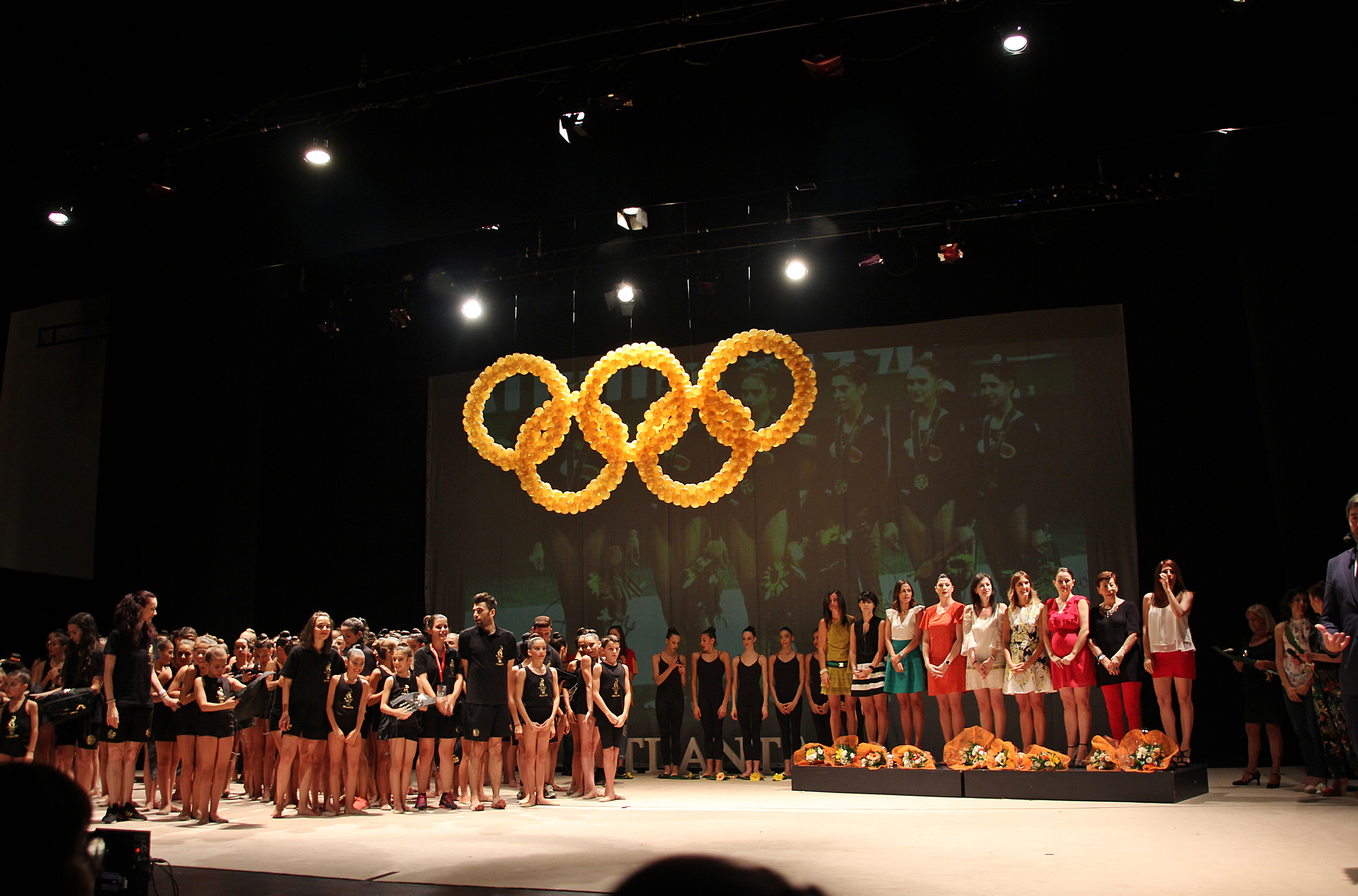
El conjunto en la Gala 20.º Aniversario (2016).

El 23 de julio de 2016 se reencontró con el resto de las Niñas de Oro en la Gala 20.º Aniversario de la Medalla de Oro en Atlanta '96, que tuvo lugar en el Palacio de Congresos de Badajoz en el marco del X Campus Internacional de Gimnasia Rítmica Nuria Cabanillas. Al homenaje acudieron también varias exgimnastas de la selección como Carolina Pascual, Almudena Cid, Alba Caride, Ana Bautista, Carolina Malchair, Marta Calamonte, María Eugenia Rodríguez y Ana María Pelaz, así como la jueza internacional Maite Nadal y la coreógrafa del conjunto de Atlanta, Marisa Mateo. El conjunto nacional júnior realizó además dos exhibiciones durante la gala, que contó igualmente con actuaciones de Carolina Pascual y los participantes del Campus. Se emitió asimismo un mensaje grabado de la exseleccionadora Emilia Boneva desde su casa de Bulgaria.
Posee el título de Entrenadora Nacional de Gimnasia Rítmica y posteriormente estudió en la escuela Pilates Fusion de Pamplona hasta 2004 e hizo el curso MAT y Studio de Peak Pilates en 2007. Desde 2011 también es entrenadora personal (RSF) de Gimnasia Abdominal Hipopresiva. En la actualidad Estíbaliz trabaja como instructora de Pilates y quiromasajista en Studio Pilates (Vitoria). En noviembre de 2016 comenzó a trabajar en el área de Pilates dentro del proyecto de tecnificación conjunto llamado Gimnasia Vitoria, que está integrado por los clubes Rítmica Vitoria y Oskitxo, dirigidos por María Ereñaga y Paula Orive respectivamente, y en el que también están involucradas Lorena Guréndez y Tania Lamarca.
El 13 de julio de 2017 asistió en Barcelona a la reunión y a la gala homenaje a los medallistas olímpicos españoles por el 50.º Aniversario del diario As que tuvieron lugar en el Estadio Olímpico Lluís Companys y en el Museo Nacional de Arte de Cataluña respectivamente, donde se reencontró con sus compañeras del conjunto Marta Baldó, Estela Giménez y Tania Lamarca, además de con el Equipaso y con Carolina Pascual. En septiembre de 2018 viajó junto a varias exgimnastas de la selección española al Mundial de Gimnasia Rítmica de Sofía para reencontrarse con la ex seleccionadora nacional Emilia Boneva, organizándose además una cena homenaje en su honor. El 24 de noviembre de 2018 recibió un homenaje en el Euskalgym de Bilbao junto al resto de gimnastas rítmicas olímpicas vascas.
Del 27 al 28 de octubre de 2018, las seis campeonas olímpicas se volvieron a reunir en Madrid con el objetivo de grabar un reportaje, regresando además al Gimnasio Moscardó, lugar donde entrenaban en su etapa en la selección. Bajo el título «Spain's "Las Niñas de Oro"», sería estrenado a nivel mundial el 2 de septiembre de 2019 como el episodio 8 de la 2.ª temporada del programa Legends Live On de Eurosport 1 y Olympic Channel.
El 16 de noviembre de 2019, con motivo del fallecimiento de Emilia Boneva, unas 70 exgimnastas nacionales, entre ellas Estíbaliz, se reunieron en el tapiz para rendirle tributo durante el Euskalgym. El evento tuvo lugar ante 8.500 asistentes en el Bilbao Exhibition Centre de Baracaldo y fue seguido además de una cena homenaje en su honor. El 25 de septiembre de 2021, para conmemorar el 25.º aniversario de Atlanta 1996 y con motivo de la Semana Europea del Deporte 2021, las seis campeonas olímpicas se reunieron en Madrid para un coloquio presentado por el periodista Jesús Álvarez en el que rememoraron su carrera deportiva.

## Legado e influencia

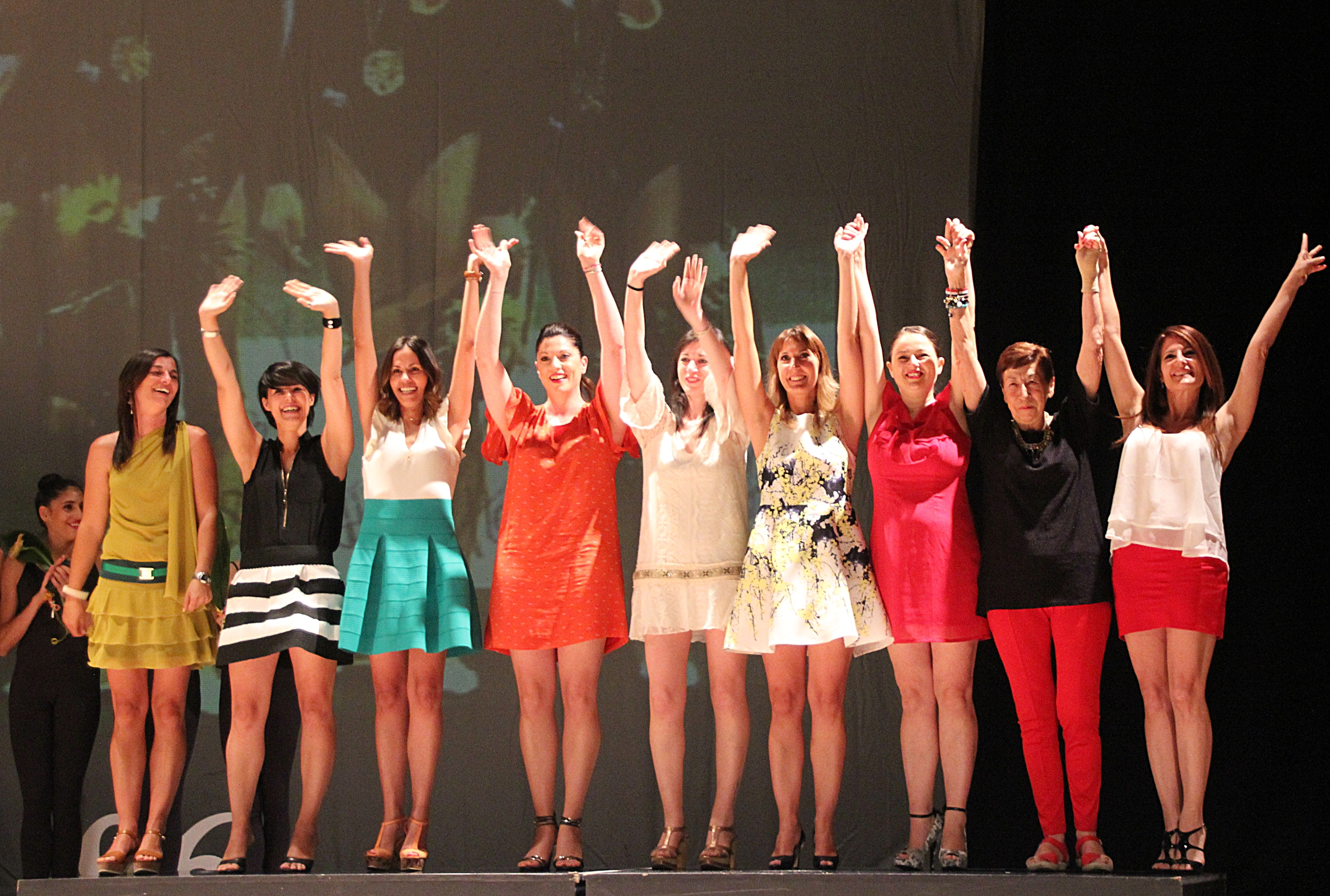
Estíbaliz (5ª a la izqda.) con las demás Niñas de Oro, Maite Nadal y Marisa Mateo, en la Gala 20.º Aniversario (2016).

La excapitana del conjunto español Ana María Pelaz declaró en una entrevista en 2009 tras su retirada que «cuando vi a la selección en Atlanta '96 me dije: yo quiero ser como ellas». La gimnasta Carolina Rodríguez, preguntada en una ocasión por los orígenes de su pasión por la rítmica, manifestó que «en 1996, tras ver ganar el oro a España en Atlanta, con 10 años, supe que algún día querría estar ahí, que quería ser olímpica». Alejandra Quereda, actual capitana del conjunto español conocido como el Equipaso, preguntada en 2014 por lo que para ella había sido lo más increíble que ha pasado en la gimnasia, contestó que «El oro de España en Atlanta. Marcó la historia de nuestra gimnasia. Desde ahí todo cambió».
La seleccionadora en aquella etapa, Emilia Boneva, concedió una entrevista a la revista Sobre el tapiz en 2016, donde recordó el momento del oro olímpico: 

«Nunca voy a olvidar nuestro ejercicio final cuando el público, con el pabellón lleno, se levantó para aplaudirnos. ¡Fue un momento inolvidable! Como también lo fue el momento en el que las seis chicas subieron al pódium con las medallas en el pecho, brillando como pequeños soles. Esto no es un recuerdo, es una realidad que tengo siempre presente. Ese momento fue la cumbre de mi carrera como entrenadora [...] Es muy importante crear complicidad entre las gimnastas para que juntas luchen por el mismo objetivo. Las seis Niñas de Oro consiguieron ser buenas amigas y siguen siéndolo a día de hoy».

Tras el estreno del documental Las Niñas de Oro en 2013, su director, Carlos Beltrán, se manifestaba así en una entrevista al respecto de la acogida del filme: 

«Es impresionante el tirón que tiene esta historia y la de gente que las quiere. Estas mujeres y Emilia Boneva escribieron una de las más hermosas historias del deporte de nuestro país. Con todos los componentes de la élite y la épica y con todos los de la amistad en edad infantil. El desdén con el que nuestro sistema relega al olvido a estas chicas es algo que tendrá que revisarse pronto, porque no hay ningún derecho».

El montaje de 5 aros de 1996 ha sido homenajeado posteriormente por otras gimnastas, como en el ejercicio de exhibición del conjunto júnior español en el Euskalgym 2012 (integrado por Paula Gómez, Sara González, Miriam Guerra, Claudia Heredia, Carmen Martínez, Victoria Plaza y Pilar Villanueva), donde se usaba, al igual que en el ejercicio de 1996, «America» de Leonard Bernstein, además de otros dos temas de banda sonora de West Side Story: «Dance at the Gym» y «Overture». El conjunto júnior español de 2016 (Mónica Alonso, Victoria Cuadrillero, Clara Esquerdo, Ana Gayán, Alba Polo, Lía Rovira y Sara Salarrullana) también homenajeó este ejercicio en la Gala 20.º Aniversario de la Medalla de Oro en Atlanta '96, usando la misma música y emulando algunos movimientos del montaje original. En el Euskalgym 2018, las gimnastas Saioa Agirre, Teresa Gorospe, Izaro Martín y Salma Solaun representaron también parte del ejercicio durante el homenaje a las gimnastas rítmicas olímpicas vascas.

### En la cultura popular
Entre otras apariciones en la cultura popular, Estíbaliz ha servido de base para el personaje de Isabel, que aparece en la serie de cuentos infantiles Olympia (2014), escritos por Almudena Cid e ilustrados por Montse Martín. Asimismo, el relato de la vida de las Niñas de Oro en la concentración nacional está presente en la autobiografía novelada Lágrimas por una medalla (2008), escrita por Tania Lamarca y Cristina Gallo. Reseñas del hito de la medalla olímpica aparecen en libros como Españoles de oro (1999) de Fernando Olmeda y Juan Manuel Gozalo, Enredando en la memoria (2015) de Paloma del Río, o Pinceladas de rítmica (2017) de Montse y Manel Martín.

## Vida personal
En septiembre de 2014 fue madre por primera vez de una niña llamada Ania.

## Equipamientos
| Período      | Proveedor  |
| ------------ | ---------- |
| 1995-1997    | Arena      |
| 1996 (JJ.OO) | John Smith |

## Música de los ejercicios
| Año  | Aparatos                                       | Música |
| ---- | ---------------------------------------------- | --- |
| 1995 | 5 aros                                         | Pieza Asturias (Leyenda), perteneciente a la Suite española, Op. 47 de Isaac Albéniz. |
| 1995 | 3 pelotas y 2 cintas                           | Tango «Verano porteño», de Astor Piazzolla. |
| 1995 | Ejercicio de exhibición (Manos libres)         | Sevillana «Tócala, tócala», de Cantores de Híspalis. |
| 1996 | 5 aros                                         | Medley de varias canciones pertenecientes a musicales norteamericanos, principalmente «America», compuesta por Leonard Bernstein e incluida en West Side Story, o «I Got Rhythm» y «Embraceable You», temas creados por George Gershwin y que aparecieron en la banda sonora de Un americano en París. |
| 1996 | 3 pelotas y 2 cintas                           | «Amanecer andaluz». |
| 2000 | Ejercicio de exhibición (Manos libres, 5 aros) | Medley de los temas «Anahita Will Sustain You» de Jamshied Sharifi e «Illumination» de Secret Garden. |

## Palmarés deportivo

### A nivel de club
| 1994 - Campeonato de España Individual «B» en Guadalajara 5º puesto en concurso general (categoría júnior) |

### Selección española
| 1995 - Torneo Internacional de Portimão Bronce en concurso general Bronce en 5 aros - DTB-Pokal Karlsruhe 6º puesto en concurso general 6º puesto en 3 pelotas y 2 cintas - Campeonato de Europa de Praga Bronce en concurso general Bronce en 5 aros Plata en 3 pelotas y 2 cintas - Alfred Vogel Cup Oro en concurso general Oro en 5 aros Oro en 3 pelotas y 2 cintas - International Group Masters Hannover Plata en concurso general - Campeonato del Mundo de Viena Plata en concurso general Plata en 5 aros Oro en 3 pelotas y 2 cintas - Epson Cup Bronce en concurso general | 1996 - Kalamata Cup Oro en concurso general - DTB-Pokal Karlsruhe Bronce en concurso general Oro en 5 aros Oro en 3 pelotas y 2 cintas - Ciudad de Zaragoza Oro en concurso general Oro en 5 aros Oro en 3 pelotas y 2 cintas - Campeonato del Mundo de Budapest Plata en concurso general 4º puesto en 5 aros Oro en 3 pelotas y 2 cintas - Juegos Olímpicos de Atlanta 1996 2º puesto en preliminares Oro en final y diploma olímpico - Epson Cup Plata en concurso general |

## Premios, reconocimientos y distinciones
- Victoria de Oro al éxito deportivo, otorgada por el Ayuntamiento de Vitoria (1995)[98]
- Galardonada en la XVI Gala Nacional del Deporte de la Asociación Española de la Prensa Deportiva (1996)[99]
- Orden Olímpica, otorgada por el COE (1996)[100]
- Placa de Oro de la Real Orden del Mérito Deportivo, otorgada por el Consejo Superior de Deportes (1996)[101][102][103]
- Galardonada en la XVII Gala Nacional del Deporte de la Asociación Española de la Prensa Deportiva (1997)[104][105]
- Copa Barón de Güell al mejor equipo español, otorgada por el CSD y entregada en los Premios Nacionales del Deporte de 1996 (1997)[106][107][108]
- Mejor grupo atlético en los Galardones Nacionales al Mérito Deportivo Inter Gym’s Oro 2005 (2006)[109]
- Homenajeada (junto al resto del conjunto campeón olímpico) en la Gala Anual de la Real Federación Española de Gimnasia (2006)[54]
- Premio Euskadi del Deporte 2010 (junto al resto de deportistas vascos participantes en JJ. OO.), otorgado por el Gobierno Vasco (2010)[110][111]
- Galardonada (junto al resto de medallistas olímpicos españoles) en la Gala del Centenario del COE (2012)[112][113][114][115]
- Medalla Euskalgym (junto a las demás Niñas de Oro) en la IX Gala Internacional de Gimnasia Rítmica Euskalgym (2014)[55][56][57][58][59]
- Medalla de Oro de la Real Orden del Mérito Deportivo, otorgada por el Consejo Superior de Deportes (2015)[116][117][118][119][64]
- Diploma acreditativo y tarjeta olímpica, otorgados por el COE en la Gala 20.º Aniversario de la Medalla de Oro en Atlanta '96 (2016)
- Premio especial otorgado por la Asociación de la Prensa Deportiva de Álava en la XXIII Gala del Deporte Alavés (2016)[120]
- Reconocimiento (junto al resto de medallistas olímpicas españolas) en la XV Gala del COE (2020)[121]

### Otros honores
- Recepción en el Ayuntamiento de Vitoria junto al resto de deportistas olímpicos alaveses de Atlanta (1996)[43]

## Galería

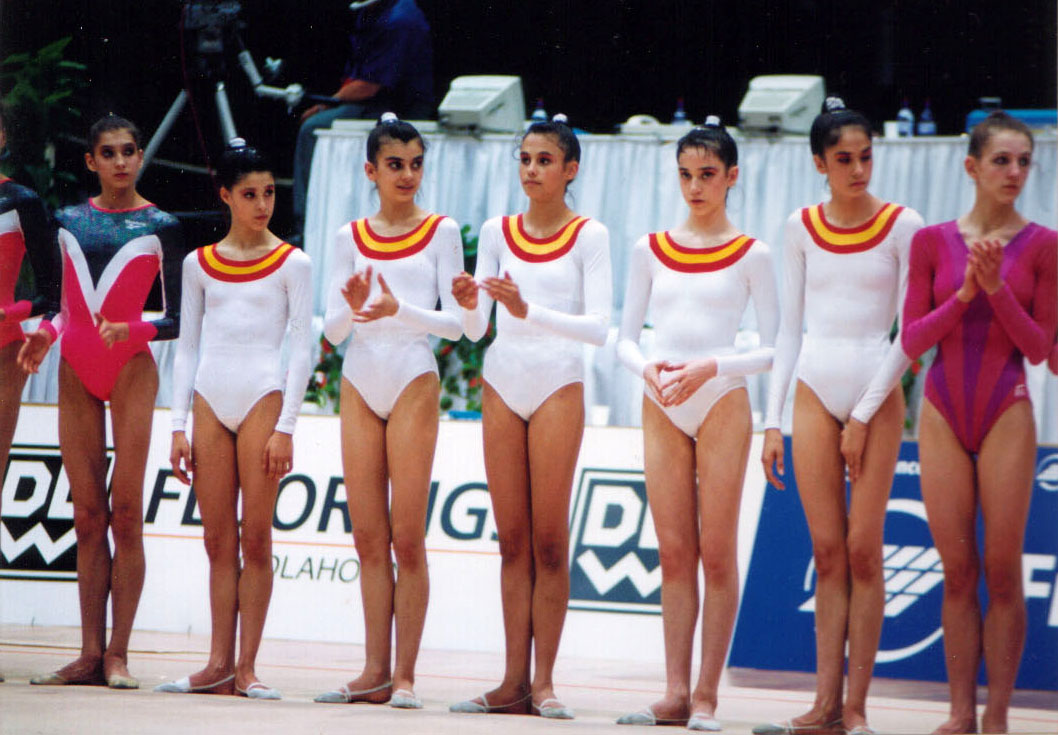
Estíbaliz (tercera a la derecha) con el conjunto español en el podio de 3 pelotas y 2 cintas en el Campeonato Europeo de Praga (1995).
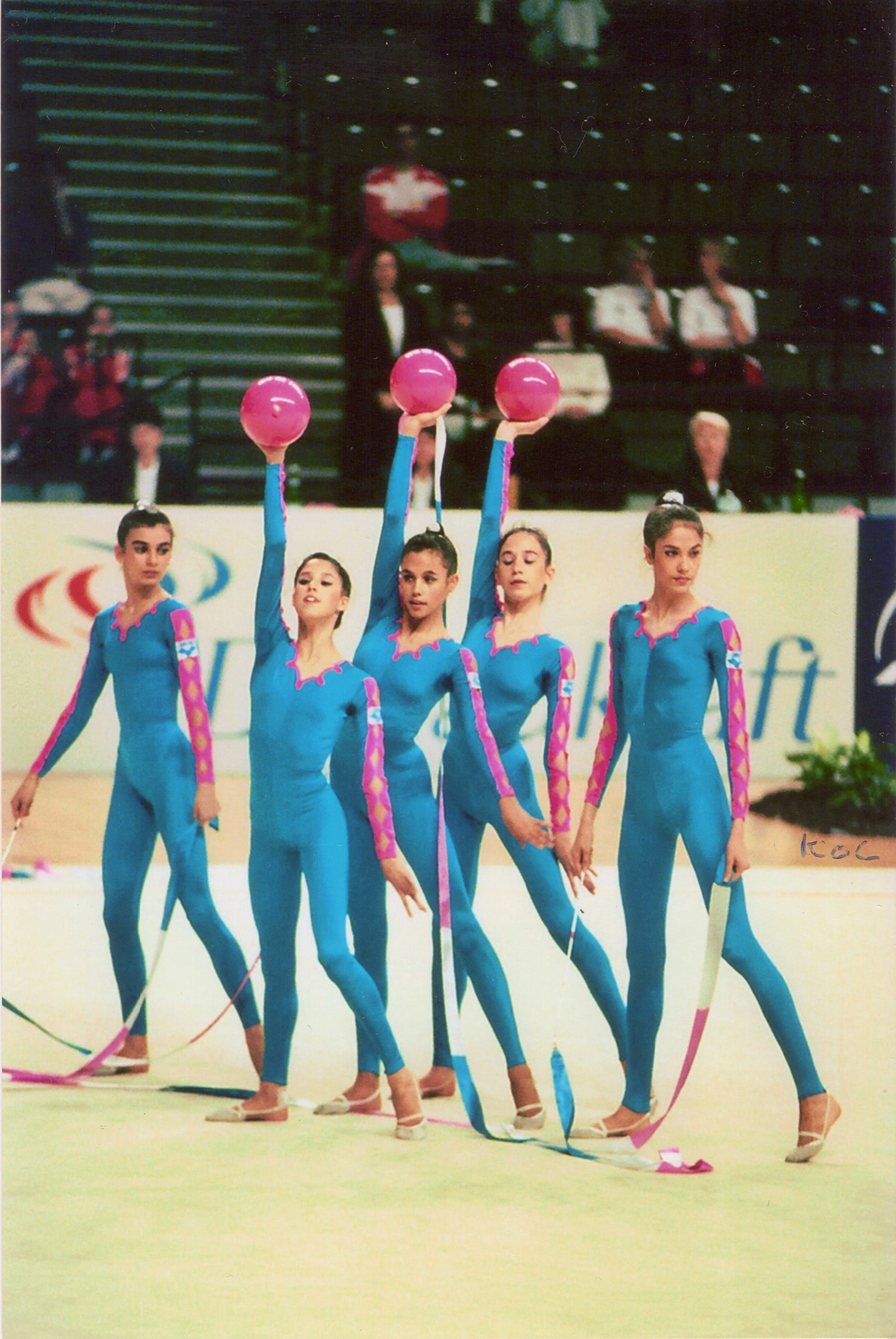
3 pelotas y 2 cintas en el concurso general de Viena (1995).
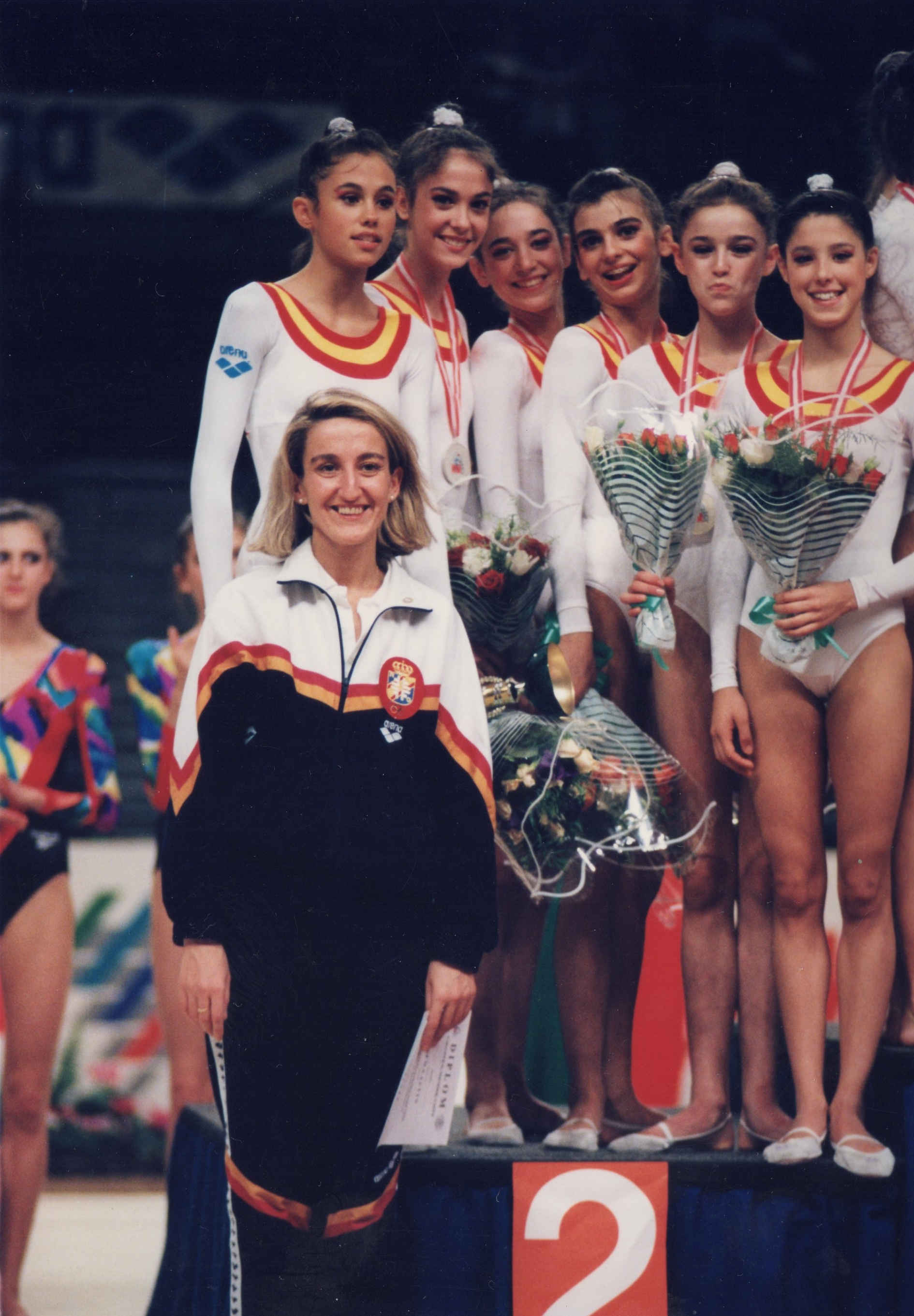
El conjunto con la plata en el podio de la general en el Mundial de Viena.
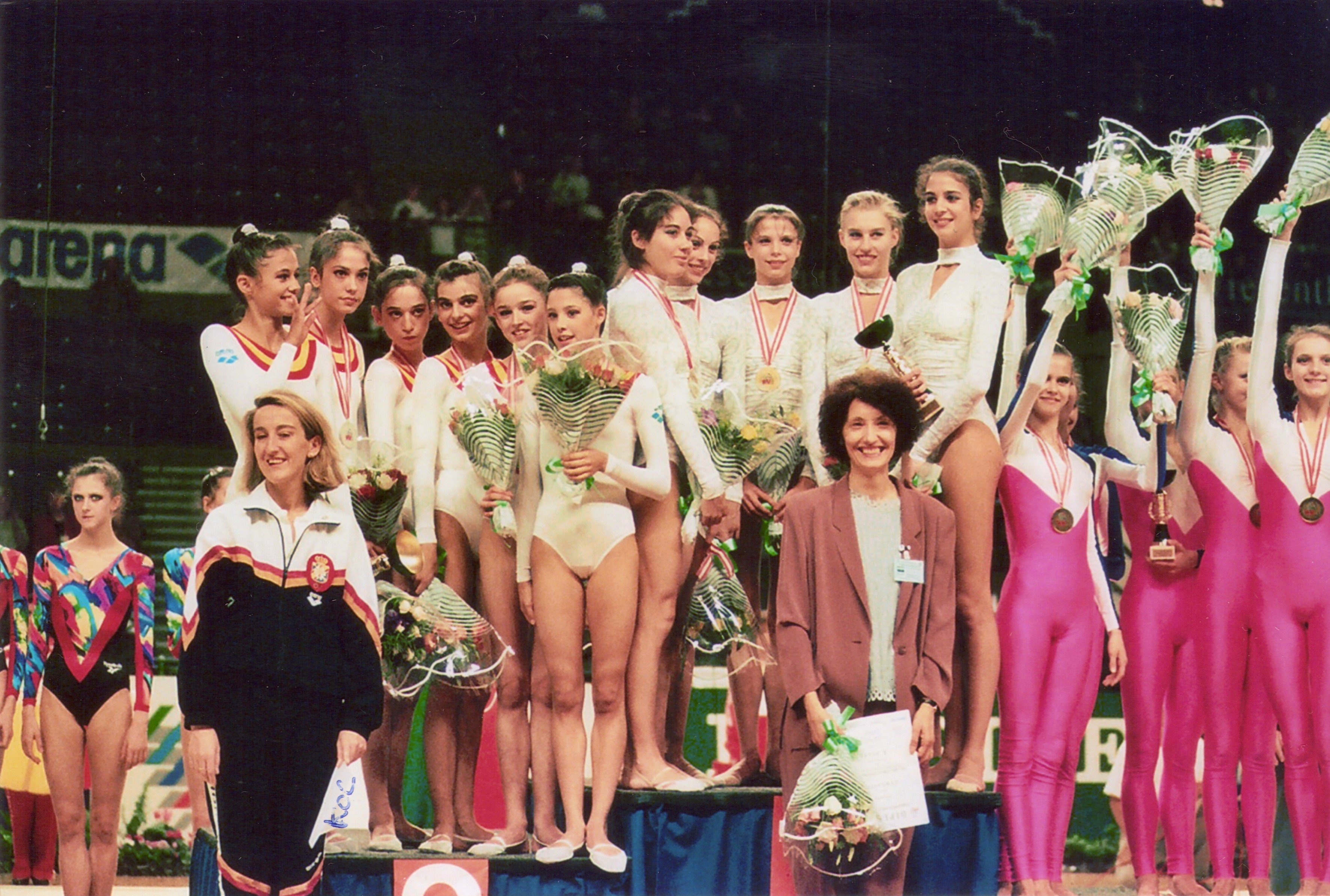
Podio completo del concurso general en Viena. De izquierda a derecha: España, Bulgaria y Bielorrusia.

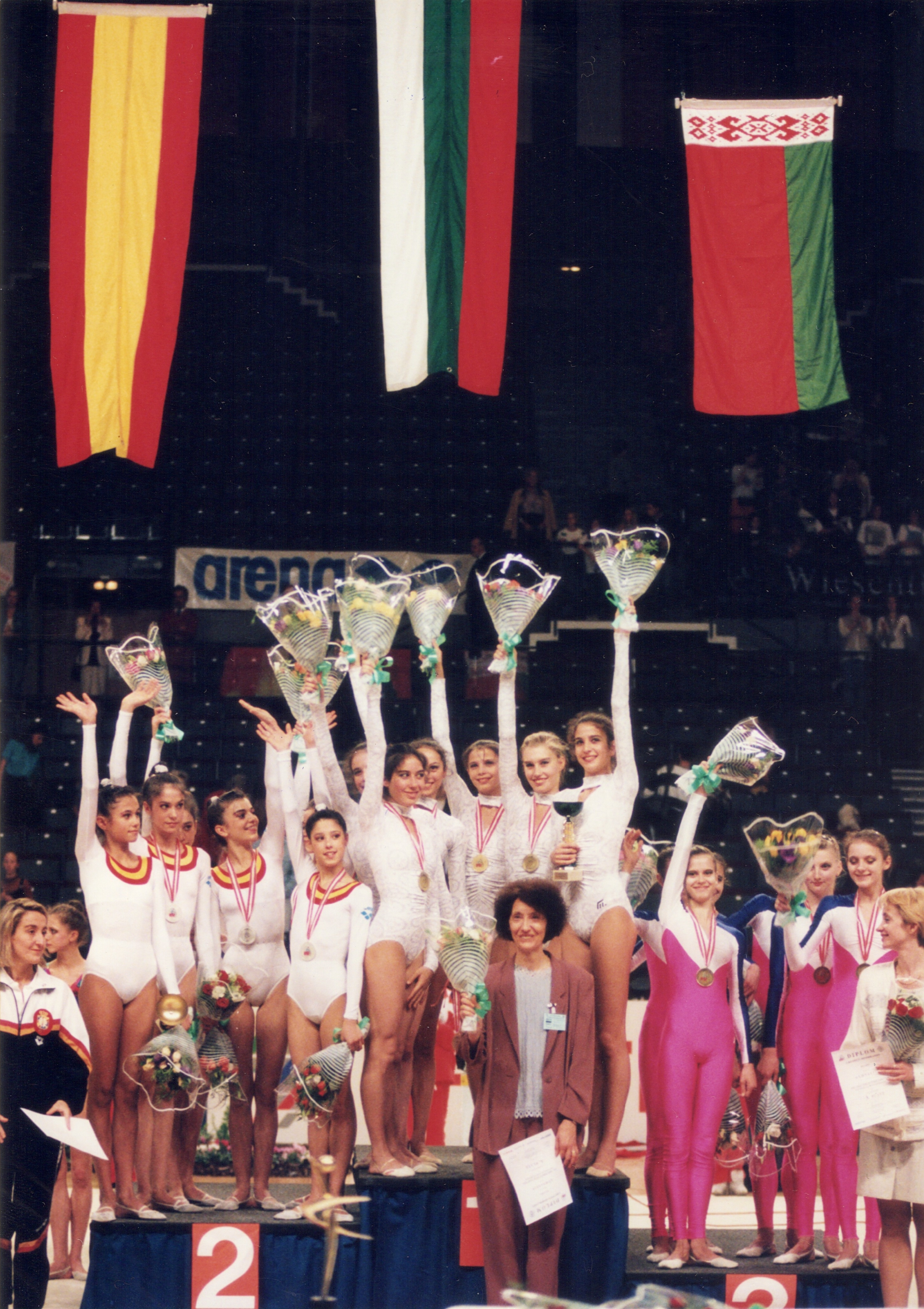
Otro momento del podio de la general.
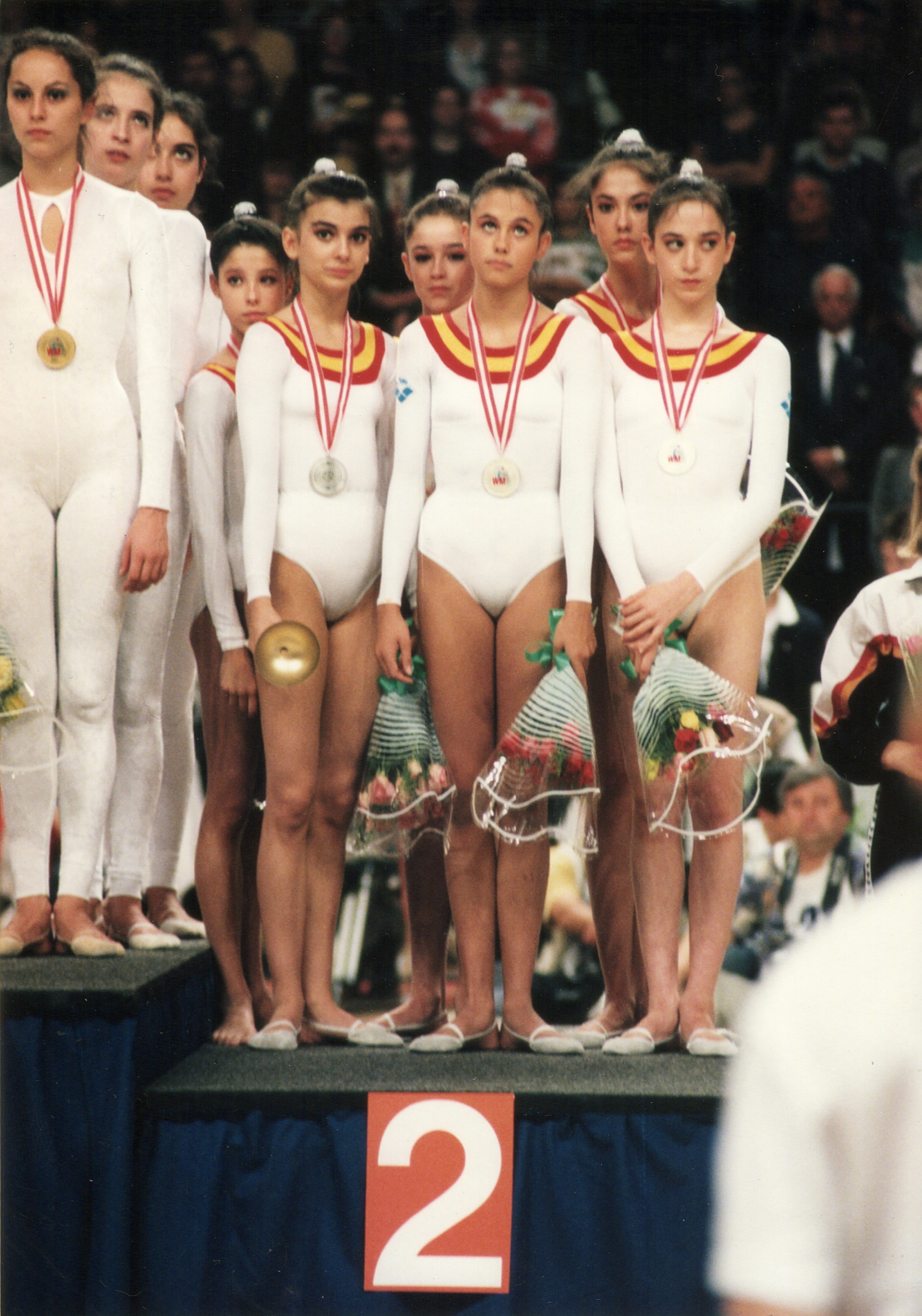
El conjunto español con la plata en el podio de la final de 5 aros.
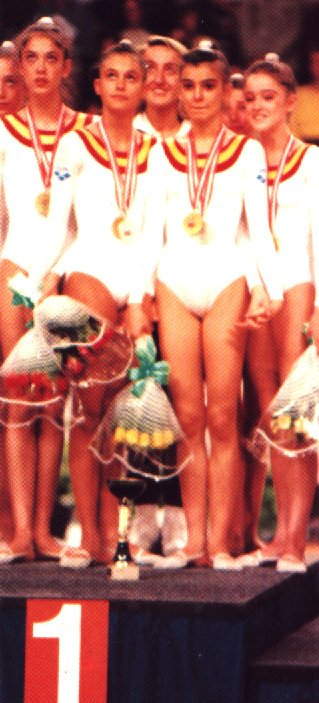
El conjunto con el oro en el podio de 3 pelotas y 2 cintas.
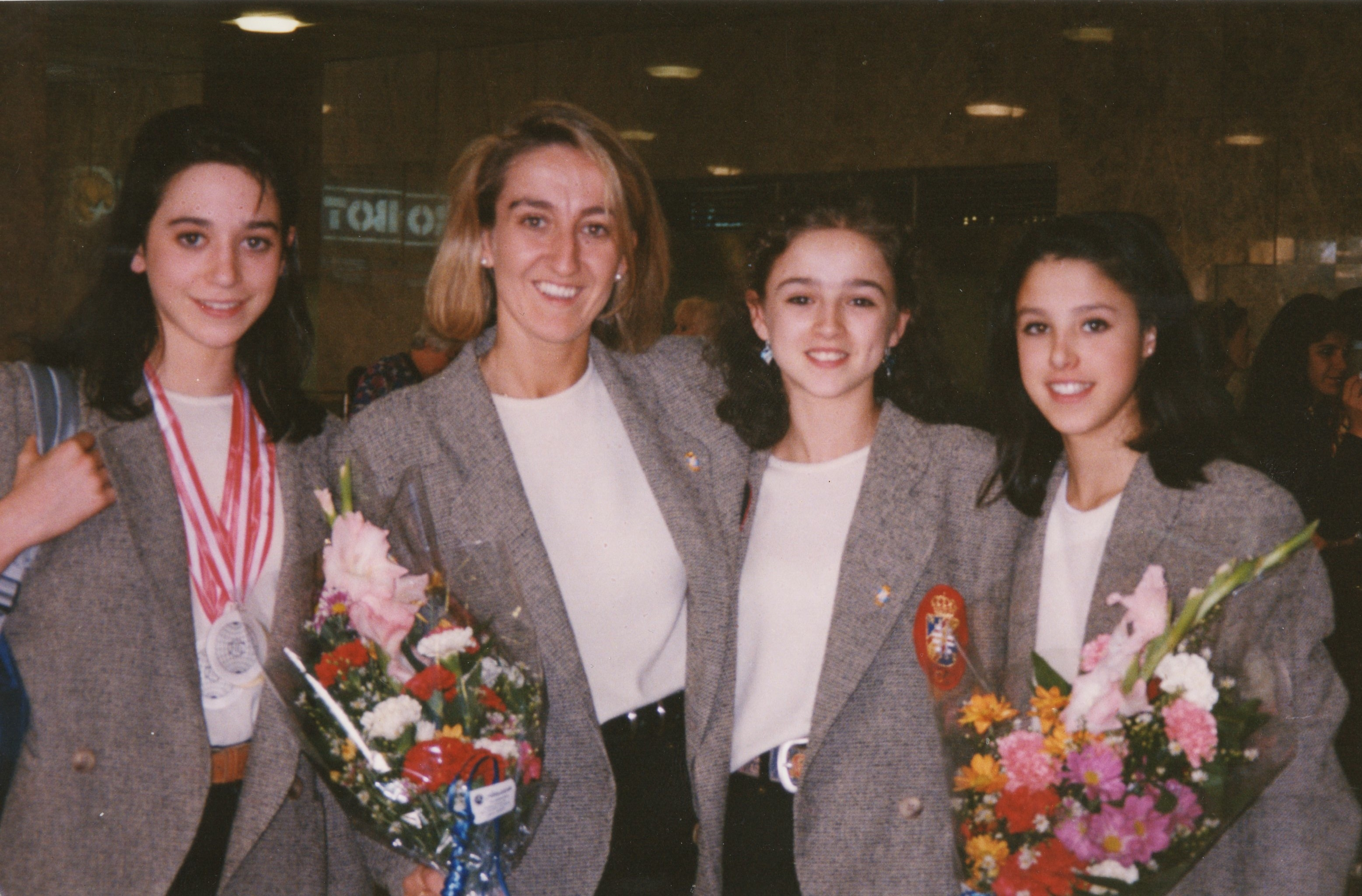
Estíbaliz (primera a la izqda.) con la entrenadora María Fernández y sus compañeras Nuria Cabanillas y Tania Lamarca en el Aeropuerto de Barajas a su llegada de Viena.

## Filmografía

### Películas
| Películas | Películas        | Películas  | Películas  | Películas      |
| Año       | Título           | Personaje  | Notas      | Director       |
| --------- | ---------------- | ---------- | ---------- | -------------- |
| 2013      | Las Niñas de Oro | Ella misma | Documental | Carlos Beltrán |

### Programas de televisión
| Programas de televisión | Programas de televisión | Programas de televisión       | Programas de televisión                                                                              |
| Año                     | Título                  | Cadena                        | Notas                                                                                                |
| ----------------------- | ----------------------- | ----------------------------- | --- |
| 1995                    | Deportes                | ETB 1                         | Entrevistada en reportaje junto a Almudena Cid, Tania Lamarca e Iratxe Aurrekoetxea                  |
| 1996                    | Día a día               | Telecinco                     | Invitada junto al resto del conjunto español campeón olímpico                                        |
| 1997                    | XVII Gala del Deporte   | La 2 de TVE                   | Premiada                                                                                             |
| 2000                    | Línea 900               | La 2 de TVE                   | Entrevistada en el reportaje «La otra cara de la medalla»                                            |
| 2008                    | Regreso al futuro       | Canal Sur TV                  | Aparición en reportaje                                                                               |
| 2012                    | Londres en juego        | Teledeporte                   | Redifusión de la final de conjuntos de gimnasia rítmica en Atlanta 1996                              |
| 2014                    | Euskalgym 2014          | ETB 1                         | Homenajeada                                                                                          |
| 2016                    | Somos deporte           | VTV Gasteiz                   | Entrevistada junto a Tania Lamarca, Almudena Cid y Lorena Guréndez                                   |
| 2019                    | Legends Live On         | Eurosport 1 y Olympic Channel | Protagonista del reportaje «Spain's "Las Niñas de Oro"» junto al resto del conjunto campeón olímpico |

### Publicidad
- Dos anuncios de Cola Cao (1996). Aparición junto al resto del equipo en dos spots televisivos para Cola Cao, entonces patrocinador del Programa ADO.[15]
- Anuncio de Campofrío (1996). Aparición junto al resto de la selección española en anuncio de televisión de la empresa cárnica, entonces patrocinador de la Federación.